# Cagliari Calcio 2025-2026
Questa voce raccoglie le informazioni riguardanti il Cagliari Calcio nelle competizioni ufficiali della stagione 2025-2026.

## Organigramma societario
Organigramma aggiornato al 30 ottobre 2024
Area direttiva
- Presidente: Tommaso Giulini
- Vicepresidente: Fedele Usai
- Direttore Generale: Stefano Melis
- Amministratore Delegato Corporate: Carlo Catte
- Dirigente Servizio ASQ: Andrea Alessandro Muntoni
- Consiglieri di Amministrazione: Giangiacomo Ibba, Alessandro Manunta, SNicola Riva, Stefano Signorelli
- Collegio sindacale: Luigi Zucca (Presidente), Giovanni Pinna Parpaglia, Piero Sanna Randaccio
- Organismo di Vigilanza: Diego Loy (Presidente)

Area sportiva
- Direttore Sportivo: Guido Angelozzi
- Segretario generale sportivo: Matteo Stagno
- Team Manager: Alessandro Steri
- Coordinatore tecnico: Roberto Muzzi, Gianluca Longo
- Coordinatore Area Scouting: Andrea Cossu, Danilo Sancamillo, Stefano Fattori
- Responsabile Settore Giovanile: Bernardo Mereu
- Responsabile Attività di Base e Cagliari Football Academy: Bernardo Mereu
- Direttore Sportivo e Organizzativo Settore Giovanile: Pierluigi Carta

- Coordinatore tecnico Settore Giovanile: Oscar Erriu

Area Business e Media
- Responsabile Comunicazione: Fabio Frongia
- Responsabile Marketing: Corrado Pusceddu
- Responsabile Partnership: Matteo Sechi
- Responsabile Vendite e Licensing: Alessandro Cinellu
- Football Social Responsibility Officer: Elisabetta Scorcu
- Responsabile Ticketing: Stefano Fenu
- Supporter Liaison Officer: Giorgia Argiolas, Stefano Fenu

Area Corporate
- Responsabile Contabilità e Personale: Danila Fenu
- Responsabile Amministrativo e Reporting: Mauro Congia
- Responsabile Infrastrutture Centro Sportivo: Franco Marongiu
- Responsabile Infrastrutture Stadio: Fabrizio Serra
- Delegato Sicurezza Stadio: Andrea Muggianu

Area tecnica
- Allenatore: Fabio Pisacane
- Allenatore in seconda: Giacomo Murelli
- Collaboratore tecnico: Alberto Gallego Lancuentra
- Preparatore dei portieri: Luca Bucci, Christian Berretta (collaboratore)
- Preparatori atletici: Mauro Baldus, Fabio Figus, Francesco Fois (recupero infortuni)
- Match Analyst: Matteo Battilana, Davide Marfella, Giovanni Venturella

Area sanitaria
- Responsabile sanitario: Marco Scorcu
- Medico prima squadra: Roberto Mura
- Fisioterapisti: Salvatore Congiu, Stefano Frau, Simone Ruggiu

## Rosa
Aggiornata al 19 agosto 2025 
 In corsivo i calciatori ceduti durante la stagione
| N. |                     | Ruolo | Calciatore          |
| -- | ------------------- | ----- | ------------------- |
| 1  | Italia (bandiera)   | P     | Elia Caprile        |
| 2  | Italia (bandiera)   | D     | Davide Veroli       |
| 3  | Italia (bandiera)   | D     | Riyad Idrissi       |
| 4  | Italia (bandiera)   | C     | Luca Mazzitelli     |
| 6  | Italia (bandiera)   | D     | Sebastiano Luperto  |
| 8  | Francia (bandiera)  | C     | Michel Adopo        |
| 9  | Turchia (bandiera)  | A     | Semih Kılıçsoy      |
| 10 | Italia (bandiera)   | C     | Gianluca Gaetano    |
| 12 | Bulgaria (bandiera) | P     | Velizar Iliev       |
| 14 | Italia (bandiera)   | C     | Alessandro Deiola   |
| 16 | Italia (bandiera)   | C     | Matteo Prati        |
| 17 | Italia (bandiera)   | C     | Mattia Felici       |
| 18 | Italia (bandiera)   | D     | Alessandro Di Pardo |
| 19 | Italia (bandiera)   | D     | Nadir Zortea        |

| N. |                       | Ruolo | Calciatore                    |
| -- | --------------------- | ----- | ----------------------------- |
| 20 | Croazia (bandiera)    | C     | Marko Rog                     |
| 21 | Italia (bandiera)     | C     | Nicolò Cavuoti                |
| 22 | Italia (bandiera)     | A     | Alessandro Vinciguerra        |
| 23 | Italia (bandiera)     | D     | Nicola Pintus                 |
| 24 | Italia (bandiera)     | P     | Giuseppe Ciocci               |
| 26 | Colombia (bandiera)   | D     | Yerry Mina                    |
| 28 | Italia (bandiera)     | D     | Gabriele Zappa                |
| 29 | Italia (bandiera)     | A     | Gennaro Borrelli              |
| 30 | Italia (bandiera)     | A     | Leonardo Pavoletti (capitano) |
| 31 | Serbia (bandiera)     | P     | Boris Radunovic               |
| 32 | Italia (bandiera)     | A     | Alessandro Bolzan             |
| 33 | Slovacchia (bandiera) | D     | Adam Obert                    |
| 77 | Angola (bandiera)     | A     | Zito Luvumbo                  |
| 90 | Italia (bandiera)     | C     | Michael Folorunsho            |
| 91 | Italia (bandiera)     | A     | Roberto Piccoli               |
| 94 | Italia (bandiera)     | A     | Sebastiano Esposito           |

### Sessione estiva(dal 1/7 al 30/8)
| Acquisti         | Acquisti         | Acquisti         | Acquisti         |
| R.               | Nome             | da               | Modalità         |
| Altre operazioni | Altre operazioni | Altre operazioni | Altre operazioni |
| R.               | Nome             | da               | Modalità         |
| ---------------- | ---------------- | ---------------- | ---------------- |

| Cessioni         | Cessioni         | Cessioni         | Cessioni         |
| R.               | Nome             | a                | Modalità         |
| Altre operazioni | Altre operazioni | Altre operazioni | Altre operazioni |
| R.               | Nome             | a                | Modalità         |
| ---------------- | ---------------- | ---------------- | ---------------- |

### Sessione invernale
| Acquisti         | Acquisti         | Acquisti         | Acquisti         |
| R.               | Nome             | da               | Modalità         |
| Altre operazioni | Altre operazioni | Altre operazioni | Altre operazioni |
| R.               | Nome             | da               | Modalità         |
| ---------------- | ---------------- | ---------------- | ---------------- |

| Cessioni         | Cessioni         | Cessioni         | Cessioni         |
| R.               | Nome             | a                | Modalità         |
| Altre operazioni | Altre operazioni | Altre operazioni | Altre operazioni |
| R.               | Nome             | a                | Modalità         |
| ---------------- | ---------------- | ---------------- | ---------------- |

## Risultati

### Serie A

#### Girone di andata
| Cagliari 24 agosto 2025, ore 18:30 CEST 1ª giornata | Cagliari | – referto | Fiorentina | Unipol Domus |

| Napoli 30 agosto 2025, ore 20:45 CEST 2ª giornata | Napoli | – referto | Cagliari | Stadio Diego Armando Maradona |

| Cagliari 13 settembre 2025, ore 15:00 CEST 3ª giornata | Cagliari | – referto | Parma | Unipol Domus |

| Lecce 4ª giornata | Lecce | – referto | Cagliari | Stadio Via del mare |

| Cagliari 5ª giornata | Cagliari | – referto | Inter | Unipol Domus |

| Udine 6ª giornata | Udinese | – referto | Cagliari | Stadio Friuli |

| Cagliari 7ª giornata | Cagliari | – referto | Bologna | Unipol Domus |

| Verona 8ª giornata | Verona | – referto | Cagliari | Stadio Marcantonio Bentegodi |

| Cagliari 9ª giornata | Cagliari | – referto | Sassuolo | Unipol Domus |

| Roma 10ª giornata | Lazio | – referto | Cagliari | Stadio Olimpico |

| Como 11ª giornata | Como | – referto | Cagliari | Stadio Giuseppe Sinigaglia |

| Cagliari 12ª giornata | Cagliari | – referto | Genoa | Unipol Domus |

| Torino 13ª giornata | Juventus | – referto | Cagliari | Juventus Stadium |

| Cagliari 14ª giornata | Cagliari | – referto | Roma | Unipol Domus |

| Bergamo 15ª giornata | Atalanta | – referto | Cagliari | Stadio Atleti Azzurri d'Italia |

| Cagliari 16ª giornata | Cagliari | – referto | Pisa | Unipol Domus |

| Torino 17ª giornata | Torino | – referto | Cagliari | Stadio Olimpico Grande Torino |

| Cagliari 18ª giornata | Cagliari | – referto | Milan | Unipol Domus |

| Cremona 19ª giornata | Cremonese | – referto | Cagliari | Stadio Giovanni Zini |

#### Girone di ritorno
| Genova 20ª giornata | Genoa | – referto | Cagliari | Stadio Luigi Ferraris |

| Cagliari 21ª giornata | Cagliari | – referto | Juventus | Unipol Domus |

| Firenze 22ª giornata | Fiorentina | – referto | Cagliari | Stadio Artemio Franchi |

| Cagliari 23ª giornata | Cagliari | – referto | Verona | Unipol Domus |

| Roma 24ª giornata | Roma | – referto | Cagliari | Stadio Olimpico |

| Cagliari 25ª giornata | Cagliari | – referto | Lecce | Unipol Domus |

| Cagliari 26ª giornata | Cagliari | – referto | Lazio | Unipol Domus |

| Parma 27ª giornata | Parma | – referto | Cagliari | Stadio Ennio Tardini |

| Cagliari 28ª giornata | Cagliari | – referto | Como | Unipol Domus |

| Pisa 29ª giornata | Pisa | – referto | Cagliari | Stadio Arena Garibaldi-Romeo Anconetani |

| Cagliari 30ª giornata | Cagliari | – referto | Napoli | Unipol Domus |

| Reggio Emilia 31ª giornata | Sassuolo | – referto | Cagliari | Mapei Stadium - Città del Tricolore |

| Cagliari 32ª giornata | Cagliari | – referto | Cremonese | Unipol Domus |

| Milano 33ª giornata | Inter | – referto | Cagliari | Stadio Giuseppe Meazza |

| Cagliari 34ª giornata | Cagliari | – referto | Atalanta | Unipol Domus |

| Bologna 35ª giornata | Bologna | – referto | Cagliari | Stadio Renato Dall'Ara |

| Cagliari 36ª giornata | Cagliari | – referto | Udinese | Unipol Domus |

| Cagliari 37ª giornata | Cagliari | – referto | Torino | Unipol Domus |

| Milano 38ª giornata | Milan | – referto | Cagliari | Stadio Giuseppe Meazza |

### Coppa Italia

#### Turni eliminatori
| Arbitro: | Perri (Roma 1) |

|                                                 |                      |                                                     |
| Piccoli 44’                                     | Marcatori            | 86’ (aut.) Deiola                                   |
| Mina Adopo Kılıçsoy Folorunsho Esposito Cavuoti | Tiri di rigore 5 – 4 | Russo Castelli Karić Debenedetti Tiritiello Marconi |

## Statistiche

### Statistiche di squadra
| Competizione | Punti | In casa | In casa | In casa | In casa | In casa | In casa | In trasferta | In trasferta | In trasferta | In trasferta | In trasferta | In trasferta | Totale | Totale | Totale | Totale | Totale | Totale | DR |
| Competizione | Punti | G       | V       | N       | P       | Gf      | Gs      | G            | V            | N            | P            | Gf           | Gs           | G      | V      | N      | P      | Gf     | Gs     | DR |
| ------------ | ----- | ------- | ------- | ------- | ------- | ------- | ------- | ------------ | ------------ | ------------ | ------------ | ------------ | ------------ | ------ | ------ | ------ | ------ | ------ | ------ | -- |
| Serie A      |       |         |         |         |         |         |         |              |              |              |              |              |              |        |        |        |        |        |        |    |
| Coppa Italia | -     | 1       | 0       | 1       | 0       | 1       | 1       |              |              |              |              |              |              | 1      | 0      | 1      | 0      | 1      | 1      | 0  |
| Totale       |       | 1       | 0       | 1       | 0       | 1       | 1       |              |              |              |              |              |              | 1      | 0      | 1      | 0      | 1      | 1      | 0  |

### Andamento in campionato
| Giornata  | 1 | 2 | 3 | 4 | 5 | 6 | 7 | 8 | 9 | 10 | 11 | 12 | 13 | 14 | 15 | 16 | 17 | 18 | 19 | 20 | 21 | 22 | 23 | 24 | 25 | 26 | 27 | 28 | 29 | 30 | 31 | 32 | 33 | 34 | 35 | 36 | 37 | 38 |
| --------- | - | - | - | - | - | - | - | - | - | -- | -- | -- | -- | -- | -- | -- | -- | -- | -- | -- | -- | -- | -- | -- | -- | -- | -- | -- | -- | -- | -- | -- | -- | -- | -- | -- | -- | -- |
| Luogo     |   |   |   |   |   |   |   |   |   |    |    |    |    |    |    |    |    |    |    |    |    |    |    |    |    |    |    |    |    |    |    |    |    |    |    |    |    |    |
| Risultato |   |   |   |   |   |   |   |   |   |    |    |    |    |    |    |    |    |    |    |    |    |    |    |    |    |    |    |    |    |    |    |    |    |    |    |    |    |    |
| Posizione |   |   |   |   |   |   |   |   |   |    |    |    |    |    |    |    |    |    |    |    |    |    |    |    |    |    |    |    |    |    |    |    |    |    |    |    |    |    |

Legenda:

Luogo: C = Casa; T = Trasferta. Risultato: V = Vittoria; N = Pareggio; P = Sconfitta.

### Statistiche dei giocatori
Sono in corsivo i calciatori che hanno lasciato la società a stagione in corso.
| Giocatore     | Serie A  | Serie A | Serie A     | Serie A    | Coppa Italia | Coppa Italia | Coppa Italia | Coppa Italia | Totale   | Totale | Totale      | Totale     |
| Giocatore     | Presenze | Reti    | Ammonizioni | Espulsioni | Presenze     | Reti         | Ammonizioni  | Espulsioni   | Presenze | Reti   | Ammonizioni | Espulsioni |
| ------------- | -------- | ------- | ----------- | ---------- | ------------ | ------------ | ------------ | ------------ | -------- | ------ | ----------- | ---------- |
| M. Adopo      | 0        | 0       | 0           | 0          | 1            | 0            | 0            | 0            | 1        | 0      | 0           | 0          |
| E. Caprile    | 0        | -0      | 0           | 0          | 1            | -1           | 0            | 0            | 1        | -1     | 0           | 0          |
| N. Cavuoti    | 0        | 0       | 0           | 0          | 1            | 0            | 0            | 0            | 1        | 0      | 0           | 0          |
| G. Ciocci     | 0        | 0       | 0           | 0          | 0            | 0            | 0            | 0            | 0        | 0      | 0           | 0          |
| A. Deiola     | 0        | 0       | 0           | 0          | 1            | 0            | 0            | 0            | 1        | 0      | 0           | 0          |
| A. Di Pardo   | 0        | 0       | 0           | 0          | 0            | 0            | 0            | 0            | 0        | 0      | 0           | 0          |
| S. Esposito   | 0        | 0       | 0           | 0          | 1            | 0            | 0            | 0            | 1        | 0      | 0           | 0          |
| M. Felici     | 0        | 0       | 0           | 0          | 0            | 0            | 0            | 0            | 0        | 0      | 0           | 0          |
| M. Folorunsho | 0        | 0       | 0           | 0          | 1            | 0            | 0            | 0            | 1        | 0      | 0           | 0          |
| G. Gaetano    | 0        | 0       | 0           | 0          | 0            | 0            | 0            | 0            | 0        | 0      | 0           | 0          |
| R. Idrissi    | 0        | 0       | 0           | 0          | 1            | 0            | 0            | 0            | 1        | 0      | 0           | 0          |
| S. Kılıçsoy   | 0        | 0       | 0           | 0          | 1            | 0            | 0            | 0            | 1        | 0      | 0           | 0          |
| S. Luperto    | 0        | 0       | 0           | 0          | 0            | 0            | 0            | 0            | 0        | 0      | 0           | 0          |
| Z. Luvumbo    | 0        | 0       | 0           | 0          | 1            | 0            | 0            | 0            | 1        | 0      | 0           | 0          |
| L. Mazzitelli | 0        | 0       | 0           | 0          | 1            | 0            | 0            | 0            | 1        | 0      | 0           | 0          |
| Y. Mina       | 0        | 0       | 0           | 0          | 1            | 0            | 0            | 0            | 1        | 0      | 0           | 0          |
| A. Obert      | 0        | 0       | 0           | 0          | 1            | 0            | 0            | 0            | 1        | 0      | 0           | 0          |
| L. Pavoletti  | 0        | 0       | 0           | 0          | 0            | 0            | 0            | 0            | 0        | 0      | 0           | 0          |
| R. Piccoli    | 0        | 0       | 0           | 0          | 1            | 1            | 0            | 0            | 1        | 1      | 0           | 0          |
| N. Pintus     | 0        | 0       | 0           | 0          | 0            | 0            | 0            | 0            | 0        | 0      | 0           | 0          |
| M. Prati      | 0        | 0       | 0           | 0          | 1            | 0            | 0            | 0            | 1        | 0      | 0           | 0          |
| G. Zappa      | 0        | 0       | 0           | 0          | 1            | 0            | 0            | 0            | 1        | 0      | 0           | 0          |
| N. Zortea     | 0        | 0       | 0           | 0          | 1            | 0            | 0            | 0            | 1        | 0      | 0           | 0          |